# Carl and the Passions – “So Tough”
Carl and the Passions — „So Tough“ — восемнадцатый студийный альбом американской рок-группы The Beach Boys. Пластинка вышла в мае 1972 года на Brother Records в составе двойного альбома вместе Pet Sounds 1966 года (в Европе альбом вышел отдельным изданием). Carl and the Passions — „So Tough“ занял 50-е место в американском хит-параде журнала Billboard.

## Об альбоме
Диск назван в честь Карла Уилсона и его первой группы, отдавая, таким образом, должное тому факту, что к тому времени Карл Уилсон стал лидером и продюсером The Beach Boys вместо своего брата Брайана Уилсона, который в конце 1960-х годов по большей части отошёл от дел коллектива. В записи материала приняли участие новые члены группы: южноафриканцы Рики Фатаар и Блонди Чаплин.

## Список композиций
| №  | Название                                 | Автор(ы)                            | Вокал                                    | Длительность |
| -- | ---------------------------------------- | ----------------------------------- | ---------------------------------------- | ------------ |
| 1. | «You Need a Mess of Help to Stand Alone» | Брайан Уилсон / Джек Рили           | Карл Уилсон                              | 3:27         |
| 2. | «Here She Comes»                         | Рики Фатаар / Блонди Чаплин         | Р. Фатаар, Б. Чаплин                     | 5:10         |
| 3. | «He Come Down»                           | Алан Джардин / Б. Уилсон / Майк Лав | М. Лав, Б. Чаплин, А. Джардин, К. Уилсон | 4:41         |
| 4. | «Marcella»                               | Б. Уилсон / Тандин Алмер / Рили     | К. Уилсон, Б. Чаплин, М. Лав             | 3:54         |

| №  | Название               | Автор(ы)                       | Вокал                         | Длительность |
| -- | ---------------------- | ------------------------------ | ----------------------------- | ------------ |
| 1. | «Hold On Dear Brother» | Р. Фатаар / Б. Чаплин          | Б. Чаплин                     | 4:43         |
| 2. | «Make It Good»         | Деннис Уилсон / Дэрил Драгон   | Д. Уилсон                     | 2:36         |
| 3. | «All This Is That»     | А. Джардин / К. Уилсон, М. Лав | К. Уилсон, А. Джардин, М. Лав | 4:00         |
| 4. | «Cuddle Up»            | Д. Уилсон / Д. Драгон          | Д. Уилсон                     | 5:30         |

В 2000 году альбом был переиздан на одном компакт-диске вместе со следующим альбомом Holland.

## Альбомные синглы
- «You Need a Mess of Help to Stand Alone» / «Cuddle Up» (Brother 1091; 15 мая 1972)
- «Marcella» / «Hold On Dear Brother» (Brother 1101; 26 июня 1972; № 110)